# The Story of Them Featuring Van Morrison
The Story of Them Featuring Van Morrison es un álbum recopilatorio de la banda norirlandesa de rock Them, publicado en 1997. El álbum recopila la trayectoria musical del grupo durante la estancia de Van Morrison entre 1965 y 1966.
En enero de 2009, The Story of Them Featuring Van Morrison será remasterizado y reeditado por Exile/Polydor como parte de la cuarta y última serie de reediciones del catálogo musical de Van Morrison entre 1971 y 2002.

## Lista de canciones
Todas las canciones compuestas por Van Morrison excepto donde se anota.

### Disco uno
1. "The Story of Them" Parts 1 & 2 - 7:18
2. "Don't Start Crying Now" (Moore, West) - 2:03
3. "Gloria" 2:35
4. "Philosophy" - 2:35
5. "One Two Brown Eyes" - 2:34
6. "Baby Please Don't Go" (Williams) - 2:40
7. "Here Comes the Night" (Berns) - 2:46
8. "All For Myself" - 2:47
9. "One More Time" - 2:48
10. "Little Girl" - 2:47
11. "I Gave My Love a Diamond" (Berns) - 3:02
12. "Go On Home Baby" (Berns) - 2:32
13. "My Little Baby" (Berns, Farrell) - 2:00
14. "Mystic Eyes" - 2:41
15. "Don't Look Back" (Hooker) - 3:20
16. "If You and I Could Be As Two" - 2:51
17. "I Like It Like That" - 3:16
18. "I'm Gonna Dress in Black (Gillon) - 3:29
19. "(Get Your Kicks On) Route 66" (Troup) - 2:22
20. "Just a Little Bit" (Gordon) - 2:21
21. "You Just Can't Win" - 2:21
22. "Bright Lights, Big City" (Reed) - 2:30
23. "Baby What You Want Me to Do" (Reed) - 3:26
24. "I'm Gonna Dress in Black" (Gillon) - 3:34
25. "One More Time - 2:45
26. "Little Girl" - 2:47

### Disco dos
1. "How Long Baby" (Gillon) - 3:37
2. "(It Won't Hurt) Half as Much" (Bmerns) - 3:01
3. "Something You Got" (Kenner) - 2:31
4. "Call My Name" (Scott) - 2:20
5. "Turn On Your Love Light" (Malone, Scott) - 2:19
6. "I Put a Spell on You" (Hawkins) - 2:36
7. "I Got a Woman" (Charles) - 3:12
8. "Out of Sight" (Wright, Brown) - 2:21
9. "It's All Over Now, Baby Blue" (Dylan) - 3:47
10. "Bad or Good" - 2:06
11. "Hello Josephine" (Domino, Bartholomew) - 2:04
12. "Don't You Know" (Scott) - 2:22
13. "Hey Girl - 3:00
14. "Bring 'em On In" 3:13
15. "Times Gettin' Tougher Than Tough" (Witherspoon) - 2:12
16. "Stormy Monday" (Walker) - 2:40
17. "Friday's Child" - 3:27
18. "Richard Cory" (Simon) - 2:43
19. "My Lonely Sad Eyes" - 2:28
20. "I Can Only Give You Everything" - 2:39
21. "Could You, Would You" - 3:08
22. "Bring 'em On In" - 3:41
23. "Richard Cory" (Simon) - 3:47
24. "Call My Name" (Scott) - 2:18